# Жолгабас
Жолгабас (каз. Жолғабас) — село в Байдибекском районе Туркестанской области Казахстана. Входит в состав Акбастауского сельского округа. Находится примерно в 27 км к северо-востоку от районного центра, села Шаян. Код КАТО — 513635200.

## Население
В 1999 году население села составляло 448 человек (238 мужчин и 210 женщин). По данным переписи 2009 года, в селе проживали 393 человека (205 мужчин и 188 женщин).